# Президиум Верховного совета Украинской ССР
Президиум Верховного Совета УССР (укр. Президія Верховної ради Української РСР) — высший коллегиальный орган государственной власти в УССР, который был подотчётен Верховному Совету УССР.
Президиум избирался на первой сессии Верховного Совета УССР очередного созыва в составе Председателя Президиума, Первого заместителя Председателя, заместителя Председателя, Секретаря Президиума и 19 членов Президиума.
Полномочия Президиума были определены Конституцией УССР. Статья 106:

Президиум Верховной Рады Украины:

1) созывает сессии Верховной Рады Украины;

2) организует подготовку сессий Верховного Совета Украины;

2-1) обеспечивает своевременный анализ декретов Кабинета Министров Украины и принимает решение о внесении их на рассмотрение Верховной Рады Украины по собственной инициативе или по предложению комиссии Верховной Рады Украины.

4) координирует деятельность постоянных комиссий Верховной Рады Украины;

5) оказывает содействие народным депутатам Украины в осуществлении ими своих полномочий и обеспечивает их необходимой информацией;

6) осуществляет контроль за соблюдением Конституции Украины;

7) организует подготовку и проведение всенародных голосований (референдумов), а также народных обсуждений проектов законов Украины и других важнейших вопросов государственной жизни республики;

8) проводит наименования и переименования поселков городского типа, сел;

17) публикует на украинском и русском языках законы Украины и другие акты, принятые Верховной Радой Украины, Президиумом Верховной Рады Украины, Председателем Верховной Рады Украины; способствует публикации указанных актов в переводе на языках, которыми пользуется большинство населения соответствующих местностей республики.

Президиум Верховной Рады Украины принимает постановления.

Органом Президиума Верховного совета УССР был журнал «Советская Украина».